# Sacculina atlantica
Sacculina atlantica är en kräftdjursart som beskrevs av Anderson. Sacculina atlantica ingår i släktet Sacculina och familjen Sacculinidae. Inga underarter finns listade i Catalogue of Life.